# 人類關係區域檔案
人類關係區域檔案（Human Relations Area Files, Inc.）是一個位於美國康乃狄克州紐哈芬市的非營利國際研究計畫，旨在調查、蒐集全球人類過去與現在的各種文化、社會、行為的民族誌資料，經編碼後，將其中的描述性資料彙整為可供人類學家運用的資料庫。HRAF是耶魯大學在1949年贊助設立的獨立研究機構，目前由超過300個美國學術機構和20多個其它國家的學術機構共同經營。該組織透過兩個全文線上資料庫為全球人類學家服務，一是「世界文化」（eHRAF World Cultures），另一個則是「考古學」（eHRAF Archaeology）；同時也發行《跨文化研究：比較社會科學期刊》（Cross-Cultural Research: The Journal of Comparative Social Science）和編纂百科全書等。

## 延伸閱讀
- Ember, Carol R.; Ember, Melvin. . Walnut Creek, CA: AltaMira Press. 2001 （英语）.
- Ember, Melvin. . Cross-Cultural Research. 1997, (31): 3–15 （英语）.
- Ember, Melvin. . New Haven, CT: Human Relations Area Files. 2000 （英语）.
- Ford, Clellan S. . New Haven, CT: Human Relations Area Files. 1970 （英语）.
- McGee, Jon R. . Boston: McGraw-Hill. 2004. ISBN 0-07-284046-3 （英语）.
- Naroll, Raoul. . Behavior Science Notes. 1967, (2): 70–80 （英语）.

## 外部連結
- 人類關係區域檔案官方網站 （页面存档备份，存于） （英文）
- eHRAF 世界文化（页面存档备份，存于） （英文）
- eHRAF 考古學 （页面存档备份，存于） （英文）